# Sehnsucht (álbum de Rammstein)
Sehnsucht es el segundo álbum de estudio de la banda alemana Rammstein, lanzado en Alemania el 22 de agosto de 1997 y mundialmente el 25 de agosto de 1997 por el sello Motor Music Records.

## Diseño gráfico
La carátula del álbum se puede desplegar, revelando fotos de las caras mutiladas de cada uno de los miembros de Rammstein. Las fotos son del artista austriaco Gottfried Helnwein. En las imágenes se ven sobre las caras de los músicos lo que parecen ser instrumentos de tortura hechos con alambres. En realidad se trata de instrumental quirúrgico original que perteneció a Ferdinand Sauerbruch, uno de los más famosos cirujanos de todos los tiempos.
En el dorso aparece la foto de una playa de arena blanca.

## Lista de canciones
| N.º | Título                                                                                          | Duración |  |
| 1.  | «Sehnsucht ("Nostalgia")»                                                                       | 4:05     |  |
| 2.  | «Engel ("Ángel")»                                                                               | 4:25     |  |
| 3.  | «Tier ("Bestia")»                                                                               | 3:48     |  |
| 4.  | «Bestrafe mich ("Castígame")»                                                                   | 3:37     |  |
| 5.  | «Du hast ("Tú Tienes")»                                                                         | 3:56     |  |
| 6.  | «Bück dich ("Inclínate")»                                                                       | 3:23     |  |
| 7.  | «Spiel Mit Mir ("Juega conmigo")»                                                               | 4:46     |  |
| 8.  | «Klavier ("Piano")»                                                                             | 4:26     |  |
| 9.  | «Alter Mann ("Anciano")»                                                                        | 4:25     |  |
| 10. | «Eifersucht ("Celos")»                                                                          | 3:37     |  |
| 11. | «Küss mich (Fellfrosch) ("Bésame (rana peluda)")»                                               | 3:30     |  |
| 12. | «Du Hast (English Version) (Bonus track en las versiones extendidas en CD)»                     | 3:54     |  |
| 13. | «Engel (English Version) (Bonus track en las versiones extendidas en CD)»                       |          |  |
| 14. | «Stripped ("Desvestido") (Bonus track en la versión micro-casete y en versiones extendidas CD)» | 5:16     |  |

## Posiciones
Sehnsucht, tuvo un considerable éxito mediático en Europa, quedando número uno en Alemania país natal de la banda y Austria.
| País     | Posición | Copias vendidas | Copias vendidas (2011) |
| -------- | -------- | --------------- | ---------------------- |
| Alemania | 1        | 500 000         | 1 000                  |
| Austria  | 1        | 200 000         | —                      |